# پرتغال تلکام

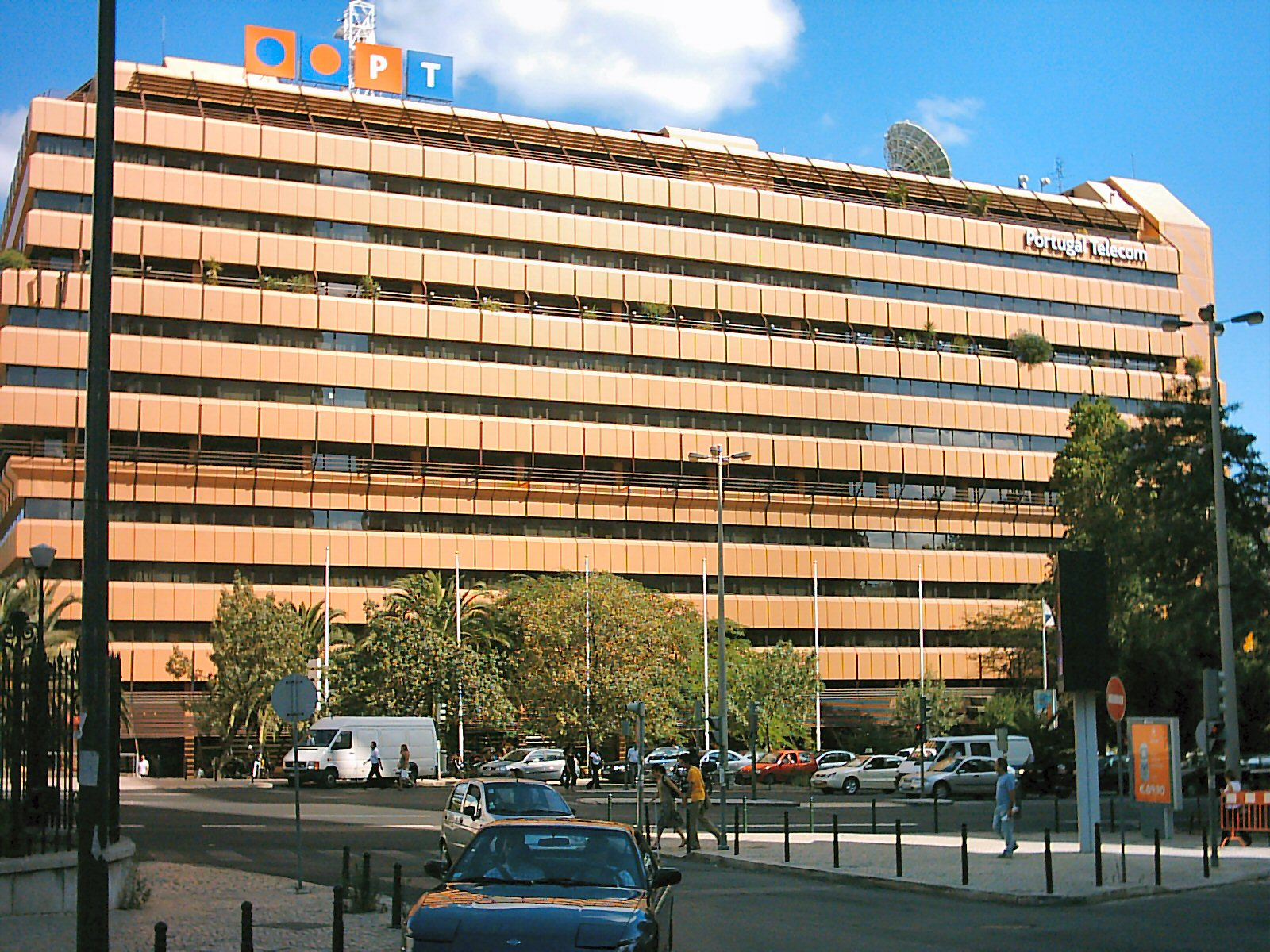
ساختمان مرکزی پرتغال تلکام در لیسبون

پرتغال تلکام (به انگلیسی: Portugal Telecom) بزرگترین شرکت مخابرات پرتغال است، که در زمینه ارائه خدمات اینترنت، خطوط تلفن ثابت، خدمات فناوری اطلاعات و شبکه تلفن همراه فعالیت می‌کند.
شرکت پرتغال تلکام در سال ۱۹۹۴ تأسیس شد و در حال حاضر دارای عملیات در کشورهای برزیل، گینه بیسائو، کاپ ورد، موزامبیک، تیمور شرقی، آنگولا، کنیا و جمهوری خلق چین می‌باشد.
دفتر مرکزی این شرکت در شهر لیسبون، پرتغال قرار دارد و بخشی از سهام آن در بازارهای بورس نیویورک و بورس یورونکست لیسبون معامله می‌شود.